# Perdita Weeks
Perdita Rose Weeks, född den 25 december 1985 i Cardiff, Storbritannien, är en brittisk skådespelare känd för att spela Juliet Higgings i nyinspelningen av Magnum P.I. från 2018.

## Biografi
Weeks föddes i Cardiff till Robin och Susan Weeks (ogift Wade). Hon gick på Roedean School i East Sussex och studerade sedermera konsthistoria vid Courtauld Institute of Art i London. Weeks är lillasyster till skådespelerskan Honeysuckle Weeks och storasyster till skådespelaren Rollo Weeks.
Weeks spelade den återkommande rollen som Mary Boleyn i den historiska dramaserien The Tudors 2007–2008. Weeks hade 2008 även en roll i ITV-miniserien Lost in Austen. Sin första större roll fick Weeks i miniserien Titanic från 2012.
Sitt stora genombrott för en bredare publik fick Weeks dock först 2018 då hon började spela Juliett Higgins i CBS nyinspelning av Magnum P.I., som alltså har samma namn som den populära originalserien från 1980-talet med Tom Selleck i huvudrollen. När TV-serien efter fyra säsonger under 2022 övertogs av NBC, bekräftade kanalen att Weeks kommer att spela Juliet Higgings även i kommande säsonger.

## Filmografi (i urval)
- 2007–2008 – The Tudors (TV-serie)
- 2008 – Lost in Austen (TV-serie)
- 2012 – Titanic (TV-serie)
- 2013 – The Invisible Woman
- 2018 – Ready Player One
- 2018 – Magnum P.I. (TV-serie)